# La descente d'Orphée aux enfers

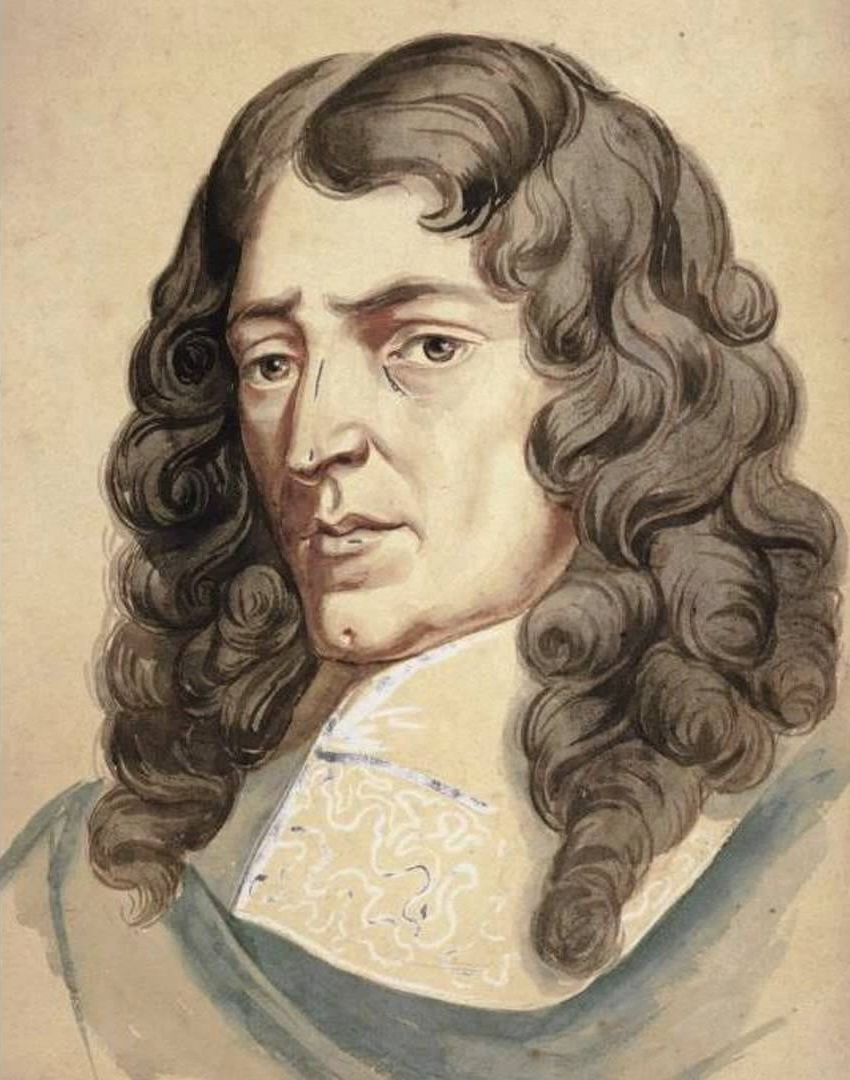
Marc-Antoine Charpentier.

La descente d'Orphée aux enfers H.488 (Orfeus nedstigande till underjorden) är en fransk kammaropera i två akter med musik av Marc-Antoine Charpentier. Librettisten är okänd men texten bygger på historien om Orfeus från Ovidius epos Metamorfoser.

## Historia
Verket skrevs i början 1686 och uppfördes hos hertigen av Guise i en enda föreställning. Charpentier sjöng själv rollen som Ixion. Operan slutar lyckligt (precis som Monteverdis L'Orfeo) med att Orfeus ledsagar Eurydike tillbaka till jordelivet, men det antas att en försvunnen tredje akt slutar med att Orfeus vänder sig om och tittar på Eurydike varpå hon försvinner ned för alltid i underjorden. 

## Personer
- Orphée (Orfeus) (haute-contre)
- Euridice (Eurydike) (sopran)
- Pluton (basbaryton)
- Proserpine (Proserpina) (soprano)
- Ixion (haute-contre)
- Apollon (basbaryton)
- Aréthuze (alt)
- Tantale (Tantalos) (tenor)
- Daphné (sopran)
- Énone (sopran)
- Titye (Tityos) (basbaryton)

## Handling

### Akt I
Euridice och hennes nymfer förbereder bröllopet mellan henne och Orphée. Plötsligt blir hon dödligt biten av orm. Orphée kommer in och bevittnar Euridices död. Han är på väg att begå självmord då hennes fader Apollon uppenbarar sig och uppmanar honom att gå ned i underjorden och försöka få sin älskade tillbaka genom sin sång.

### Akt II
Orphée når underjorden där hans sång lindrar de dödas kval. Han vädjar till Pluton, underjordens härskare, att släppa Euridice fri. Pluton vägrar först men måste ge vika för Orphées sång och av sin hustrus Proserpines övertalning. Orphée tillåts föra Euridice upp från underjorden på villkor att han inte vänder sig om för att se på henne. En kör av andar begråter det faktum att Orphée ska lämna dem.